# Peperomia semielongata
Peperomia semielongata är en pepparväxtart som beskrevs av William Trelease. Peperomia semielongata ingår i släktet peperomior, och familjen pepparväxter. Inga underarter finns listade i Catalogue of Life.